# Хан, Роэдад
Роэдад Хан (англ. Roedad Khan; 28 сентября 1923, Мардан, Британская Индия — 21 апреля 2024, Исламабад, Пакистан) — пакистанский государственный и политический деятель. Он был ведущей фигурой в Пакистане с начала и до конца холодной войны. За свою долгую карьеру Хан был одним из самых высокопоставленных государственных служащих Пакистана.

## Биография
Родился в небольшой деревне Мардан, Британская Индия, в этнической пуштунской семье из племени Юсуфзай.
В 1939 году он окончил местную среднюю школу и поступил в христианский колледж Форман, а в 1942 году получил степень бакалавра по английской литературе.
Уважая желание своего отца, Хан учился в Мусульманском университете Алигарха и получил степень магистра по истории английского языка в 1946 году.
По возвращении в Мардан Хан преподавал историю в Исламском колледже Пешавара и в 1947 году принял пакистанское гражданство.
28 сентября 2023 года Хану исполнилось 100 лет, и он умер 21 апреля 2024 года.

## Карьера
В 1949 году Хан поступил на службу в элитную административную службу Пакистана. Он начал свою карьеру в 1951 году в качестве секретаря главного министра правительства провинции Синд.
Его карьера достигла пика, когда он служил у главного администратора военного положения Пакистана, генерала Зия-уль-Хака, ответственного за внутреннюю безопасность страны, в то время как разведывательные усилия были направлены на саботаж советской военной интервенции в Афганистане.
В рамках политики генерала Зии по укреплению секретного истеблишмента, Хан был его элитным членом. После падения коммунизма Хан официально ушёл с политической и государственной службы Пакистана и работал политическим аналитиком.
До назначения генеральным секретарём он занимал должность министра внутренних дел Пакистана.
Впоследствии он стал генеральным секретарём Пакистана, что является высшим званием в пакистанской бюрократии.
Хан занимал важные государственные посты при режиме президента генерала Зия-уль-Хака и президента Гулама Исхака Хана. Он также является автором трёх книг.